# Фултс (Илиноис)
Фултс (енгл. Fults) град је у америчкој савезној држави Илиноис.

## Демографија
По попису из 2010. године број становника је 26, што је 2 (-7,1%) становника мање него 2000. године.
| Група             | 2000.       | 2010.      |
| Белци             | 28 (100,0%) | 25 (96,2%) |
| Афроамериканци    | 0 (0,0%)    | 0 (0,0%)   |
| Азијати           | 0 (0,0%)    | 0 (0,0%)   |
| Хиспаноамериканци | 0 (0,0%)    | 0 (0,0%)   |
| Укупно            | 28          | 26         |